# Síndrome de preexcitación

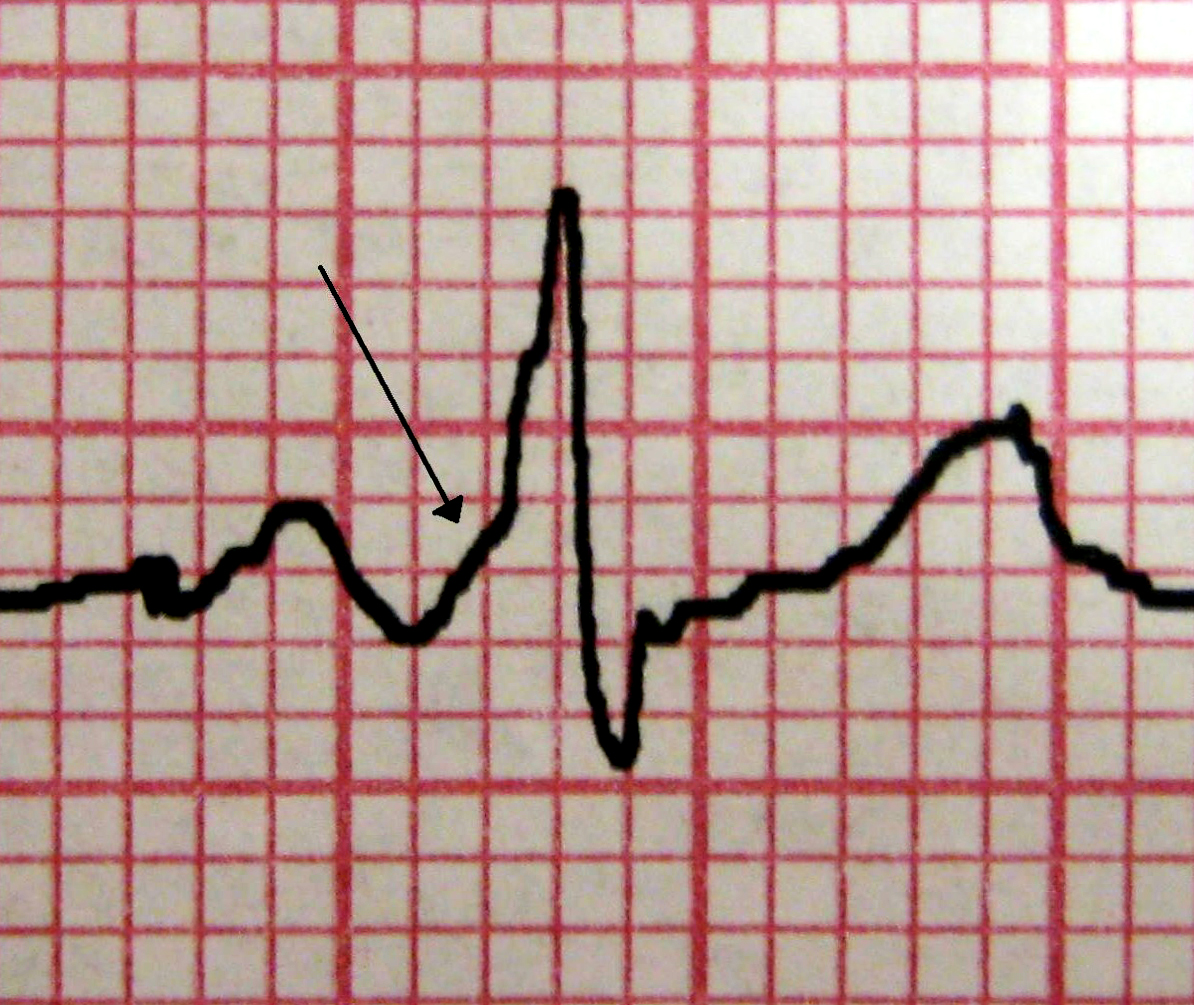
Ejemplo de electrocardiograma tipo Wolf Parkinson White.

En medicina, se conoce como síndrome de preexcitación ventricular, a un grupo de enfermedades cardiacas que se caracterizan porque la masa muscular de los ventrículos se contrae más precozmente de lo normal en el ciclo cardiaco. En el electrocardiograma aparecen alteraciones características, intervalo PR más corto de lo normal y una anomalía en la forma del complejo QRS. Existen dos variedades principales del síndrome de pre-excitación: el síndrome de Wolff Parkinson White (WPW) y el síndrome de Lown-Ganong-Levine o de conducción atrioventricular acelerada. En ambos síndromes existen áreas de conexión eléctrica anómala entre la aurícula y el ventrículo que se llaman haz de Kent en el Wolff Parkinson White y fibras de James en el Lown-Ganong -Levine, ello hace a estos pacientes propensos a presentar taquicardia y arritmias de diversos tipos.